# Bataille de la Vierge de l'Olmo
Ne doit pas être confondu avec Siège de Coni.
Guerre de Succession d'Autriche
Batailles
- Mollwitz (04-1741)
- Chotusitz (05-1742)
- Sahay (05-1742)
- Prague (06/12-1742)
- Dettingen (06-1743)
- Cap Sicié (02-1744)
- 19 mai 1744
- Menin (05/06-1744)
- Ypres (06-1744)
- Furnes (07-1744)
- Fribourg (11-1744)
- Tournai (04/06-1745)
- Pfaffenhofen (04-1745)
- Fontenoy (05-1745)
- Hohenfriedberg (06-1745)
- Melle (07-1745)
- Gand (07-1745)
- Bruges (07-1745)
- Audenarde (07-1745)
- Termonde (08-1745)
- Ostende (08-1745)
- Nieuport (08/09-1745)
- Ath (09/10-1745)
- Soor (09-1745)
- Hennersdorf (11-1745)
- Kesselsdorf (12-1745)
- Culloden (04-1746)
- Mons (06/07-1746)
- Bruxelles (01/02-1746)
- Namur (09-1746)
- Charleroi (07/08-1746)
- Lorient (09/10-1746)
- Rocourt (10-1746)
- Cap Finisterre (1er) (05-1747)
- Lauffeld (07-1747)
- Bergen-op-Zoom (07/09-1747)
- Cap Finisterre (2e) (10-1747)
- Saint-Louis-du-Sud (03-1748)
- 18 mars 1748
- Maastricht (04/05-1748)

Campagnes italiennes
- Combat de Saint-Tropez (06-1742)
- Camposanto (02-1743)
- Villafranca (04-1744)
- Casteldelfino (07-1744)
- Velletri (08-1744)
- Madonne de l'Olmo (09-1744)
- Bassignana (09-1745)
- Josseau (10-1745)
- Plaisance (06-1746)
- Tidone (08-1746)
- Rottofreddo (08-1746)
- Gênes (1er) (12-1746)
- Gênes (2e) (07-1747)
- Assietta (07-1747)

La bataille de la Vierge de l'Olmo (en italien, Madonna dell'Olmo), connue aussi comme bataille de Coni, est une importante victoire des armées franco-espagnoles contre le royaume de Sardaigne, durant la guerre de Succession d'Autriche. Elle s'est déroulée dans les environs de Coni le 30 septembre 1744.

## La bataille
Elle fait suite à une tentative des Sardes de venir au secours de Coni, assiégée par les alliés des Bourbons. Charles-Emmanuel III de Sardaigne rassemble une armée consistante, et ébranle les lignes franco-espagnoles. De fait, Louis François de Bourbon-Conti n'avait plus beaucoup de réserves, ses troupes étaient fatiguées d'une longue campagne, et ses lignes de communications trop tendues.
Mais Français et Espagnols ne reculèrent pas : Charles-Emmanuel fut repoussé et perdit 5 000 hommes ; les Français en avaient perdu 1 200 et les Espagnols 900. Conti fut blessé deux fois et deux chevaux furent tués sous lui. Mais cette victoire impressionnante n'eut pas beaucoup d'effets à long terme. Grâce à un renfort d'un millier d'hommes que, grâce à la confusion de la mêlée, les Sardes avaient réussi à faire entrer dans la ville assiégée, ainsi que de tout un convoi de ravitaillement, les défenseurs de Coni résistèrent en effet. De leur côté, les assiégeants étaient toujours sujets aux épidémies et aux difficultés de ravitaillement, les montagnards ne ménageant pas les embuscades au long de ces lignes de communications trop étendues ; à la fin de l'automne, le 22 octobre 1744, l'armée franco-espagnole levait le siège, se retirant par la vallée de la Stura di Demonte, passant par Demonte, avant de se rendre en France, sans avoir réussi à faire la jonction avec les armées espagnoles du Sud.
Voltaire conclut : « C’est presque toujours le sort de ceux qui combattent vers les Alpes, et qui n’ont pas pour eux le maître du Piémont, de perdre leur armée, même par des victoires. » 

## Régiments français engagés
- Régiment d'Anjou
- Régiment de Beauce
- Régiment de Blaisois
- Régiment de Flandre
- Régiment de Périgord
- Régiment de Vivarais